# Commodore 128

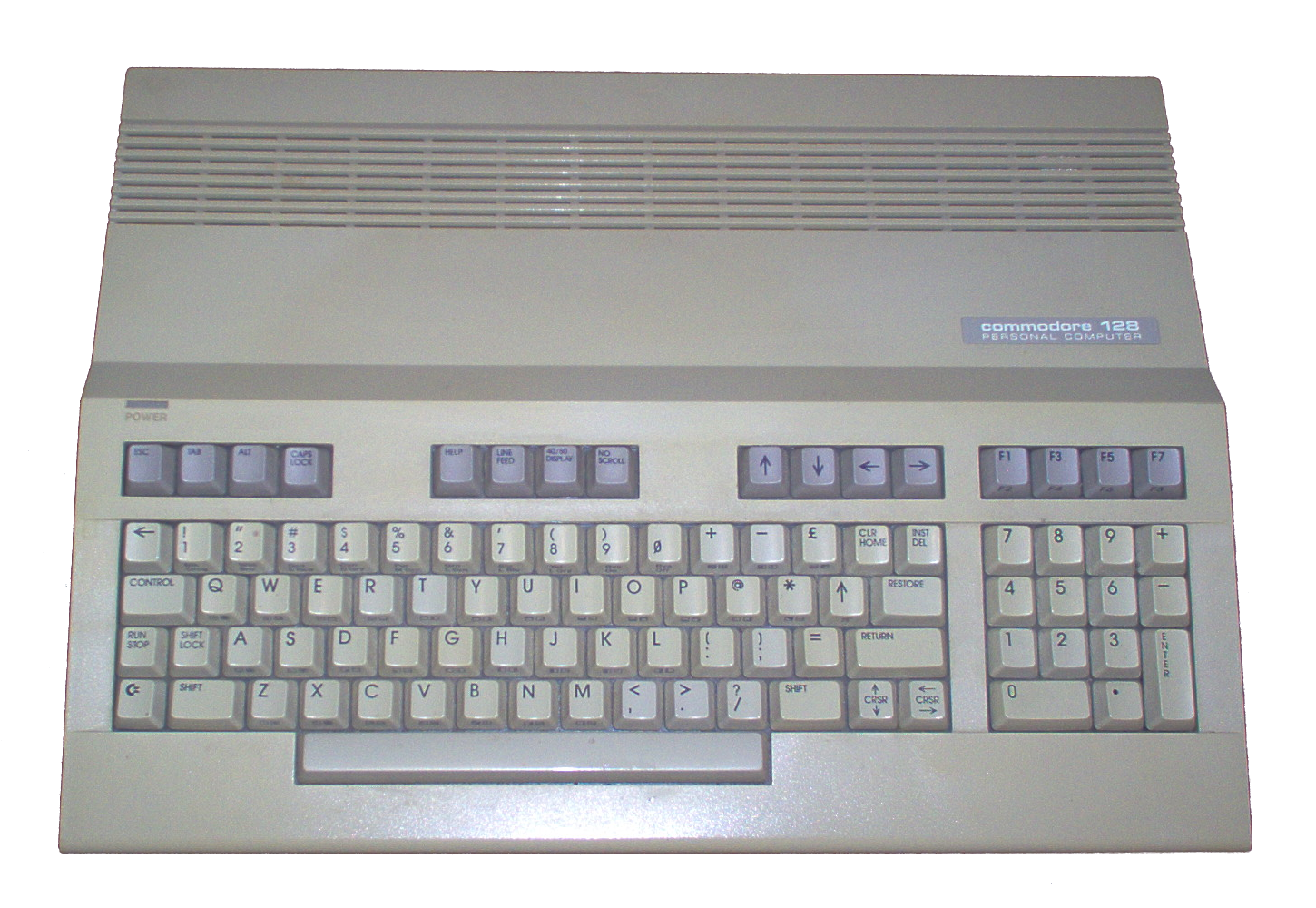
De Commodore 128

De Commodore 128 is de opvolger van de Commodore 64, de meest verkochte homecomputer ooit. Ook de Commodore 128 heeft verkooprecords gebroken, maar niet op de schaal die de Commodore 64 heeft weten te behalen.
Naast de versie die in de afbeelding hier rechts wordt getoond bestond er ook nog een Commodore 128 D, deze bestond uit een desktop-achtige kast met daarin een diskdrive (vandaar de toevoeging D) en een los toetsenbord.

## Ontstaansgeschiedenis
De Commodore 128 is in 1985 gelanceerd op een computerbeurs in Las Vegas, waar hij werd gelanceerd als de grote concurrent van de Apple Macintosh en de IBM PC. De bijbehorende reclameslogan luidde dan ook "Slecht nieuws voor Apple en IBM".
De Commodore 128 (of C128) was ontworpen om volledig backwards compatible te zijn met de Commodore 64. De C128 kon in 3 modi werken: als volwaardige C64, als 'native' C128 beschikkend over 128 kilobyte geheugen en als CP/M machine.
De C128 verwierf enige populariteit doordat hierop C64-programma's konden draaien terwijl ook zakelijke programmatuur kon worden gebruikt, maar werd technisch al snel ingehaald door concurrenten als de Atari ST.

## Technische bijzonderheden
De Commodore 128 beschikte over twee microprocessoren: een MOS 8502 (deze was gelijk aan de MOS 6510 microprocessor van de Commodore 64, maar kon op 1 en op 2 MHz draaien) en een Z80. De Z80 was noodzakelijk om het CP/M besturingssysteem te draaien.
De C128 beschikte ook over twee videochips: één die gelijk was aan die van de C64 en dus geschikt was om op een televisie aan te sluiten en één die resoluties van 640 x 200 punten ondersteunde en die alleen op computermonitoren kon worden aangesloten. Tezamen met nog twee i/o-bouwstenen die nodig waren voor onder meer het aansturen van disk drives maakten de computer relatief complex en duur.
De C128 had eveneens een SID-geluidschip ingebouwd voor de weergave van geluid.